# Корилопсис
Корило́псис (лат. Corylopsis) — род двудольных цветковых растений, включённый в трибу Corylopsideae семейства Гамамелисовые (Hamamelidaceae). Единственный род трибы, самый крупный род всего семейства.

## Ботаническое описание
Представители рода — листопадные кустарники с опушёнными молодыми ветками.
Листья очередные, округлые или яйцевидные, обычно с сердцевидным основанием, на черешках, с различно зазубренным краем. Прилистники крупные, опадающие.
Цветки распускаются до появления листьев, собраны в пазушные кистевидные соцветия. Прицветники, окружающие соцветие, коричневые, плёнчатые. Прицветники при цветках изогнутые, более мясистые, светло-коричневые или зеленоватые. Чашечка разделённая 5 чашелистиков, нередко срастающихся и незаметных. Венчик жёлтого или бледно-жёлтого цвета, разделён, реже не разделён на 5 лопатчатых или обратнояйцевидных лепестков. Тычинки в количестве 5. Пестики с головчатым рыльцем, в числе 2. Завязь двухгнёздная, полунижняя или верхняя.
Плод — сухая деревянистая коробочка почти шаровидной формы. Семена чёрные, блестящие, продолговатые.

## Ареал
Виды рода Корилопсис в естественных условиях распространены в Восточной Азии — Китае, Индии, Корее и Японии.

## Таксономия
|  |                           |  |                                      |                                      |                            |  | ещё 3 подсемейства, в том числе Эксбукландиевые |             |                |         |
|  |                           |  |                                      |                                      |                            |  |                                                 |             |                | 24 вида |
|  |                           |  |                                      | семейство Гамамелисовые              |                            |  |                                                 |             | род Корилопсис |         |
|  |                           |  |                                      | семейство Гамамелисовые              |                            |  |                                                 |             | род Корилопсис |         |
|  | порядок Камнеломкоцветные |  |                                      |                                      | подсемейство Гамамелисовые |  |                                                 |             |                |         |
|  | порядок Камнеломкоцветные |  |                                      |                                      |                            |  |                                                 |             |                |         |
|  |                           |  | ещё 14 семейств (по Системе APG III) | ещё 14 семейств (по Системе APG III) |                            |  |                                                 | ещё 22 рода | ещё 22 рода    |         |
|  |                           |  |                                      | ещё 14 семейств (по Системе APG III) |                            |  |                                                 |             | ещё 22 рода    |         |

- Corylopsis alnifolia (H.Lév.) C.K.Schneid., 1913
- Corylopsis brevistyla H.T.Chang, 1948
- Corylopsis calcicola C.Y.Wu, 1977
- Corylopsis glabrescens Franch. & Sav., 1878 — Корилопсис головчатый
- Corylopsis glandulifera Hemsl., 1906
- Corylopsis glaucescens Hand.-Mazz., 1925
- Corylopsis gotoana Makino, 1901
- Corylopsis henryi Hemsl., 1906
- Corylopsis himalayana Griff., 1854 — Корилопсис гималайский
- Corylopsis microcarpa H.T.Chang, 1960
- Corylopsis multiflora Hance, 1861
- Corylopsis obovata H.T.Chang, 1948
- Corylopsis omeiensis W.C.Cheng, 1941
- Corylopsis pauciflora Siebold & Zucc., 1836 — Корилопсис малоцветковый
- Corylopsis platypetala Rehder & E.H.Wilson, 1913 — Корилопсис плосколепестный
- Corylopsis rotundifolia H.T.Chang, 1960
- Corylopsis sinensis Hemsl., 1906 — Корилопсис китайский
- Corylopsis spicata Siebold & Zucc., 1836 — Корилопсис колосковый
- Corylopsis trabeculosa Hu & W.C.Cheng, 1948
- Corylopsis veitchiana Bean, 1910
- Corylopsis velutina Hand.-Mazz., 1925
- Corylopsis willmottiae Rehder & E.H.Wilson, 1913
- Corylopsis yui Hu & W.C.Cheng, 1948
- Corylopsis yunnanensis Diels, 1912